# Diecezja Eldoret
Diecezja Eldoret (łac. Dioecesis Eldoretensis) – diecezja rzymskokatolicka w Kenii. Powstała w 1953 jako prefektura apostolska. Diecezja od 1959.

## Biskupi diecezjalni

### Biskupi
- Dominic Kimengich (od 2019)
- Cornelius Kipng’eno Arap Korir (1990–2017)
- John Njenga (1970–1988)
- Joseph Brendan Houlihan, S.P.S. (1959–1970)

### Biskupi pomocniczy
- John Kiplimo Lelei (2024–2025)

### Prefekci apostolscy
- Joseph Brendan Houlihan, S.P.S. (1954–1959)